# Busagara
Busagara è una circoscrizione rurale (rural ward) della Tanzania situata nel distretto di Kibondo, regione di Kigoma. Conta una popolazione di 30 722 abitanti (censimento 2012).